# Meyres und Grünau
Die Herrschaft Meyres und Grünau war eine Grundherrschaft im Viertel ober dem Manhartsberg im Erzherzogtum Österreich unter der Enns, dem heutigen Niederösterreich.

## Ausdehnung
Die Herrschaft umfasste zuletzt die Ortsobrigkeit über Windigsteig, Meyres, Rafing, Rafingsberg, Kühfressen, Kottschalling, Edengans, Nonndorf, Wohlfahrts, Grünau, Eschenau, Spital Vitis und Stögersbach. Der Sitz der Verwaltung befand sich im Schloss Meires.

## Geschichte
Letzter Inhaber der Allodialherrschaft war Franz Ritter von Czerny, damals Oberleutnant beim  Infanterieregiment Graf Latour, bevor die Herrschaft nach den Reformen 1848/1849 aufgelöst wurde.